# Ummerstadt
Ummerstadt – miasto w Niemczech, w kraju związkowym Turyngia, w powiecie Hildburghausen, wchodzi w skład wspólnoty administracyjnej Heldburger Unterland.